# Mick Wadsworth
Michael Wadsworth est un entraîneur et ancien joueur de football anglais. Mick est actuellement l'entraîneur principal du développement des jeunes à Sheffield United.
Né à Barnsley, sa carrière de joueur ne s'est étendue que sur une saison dans la Ligue de football Anglaise avec Scunthorpe United, avec des sorts jouant pour Gainsborough Trinity, Mossley AFC et Frickley Athletic  . Après la fin de sa carrière de joueur, il a été entraîneur et a occupé plusieurs postes dans divers clubs, notamment en tant qu'entraîneur de Frickley Athletic, Carlisle United, Scarborough, Colchester United, Oldham Athletic, Huddersfield Town, côté portugais Beira-Mar, Chester City et Celtic Nation. Il a également dirigé les équipes nationales de Saint-Christophe-et-Niévès et de la RD Congo . Wadsworth a également occupé un certain nombre de rôles d'entraîneur, dont huit ans à divers postes pour la Fédération Anglaise .

## Carrière de joueur
Wadsworth a été pendant très peu de temps un joueur. Mais avec son expérience de joueur de Ligue de football limitée à 28 matchs pour Scunthorpe United au cours de la saison 1976-1977, c'est pour l'entraînement qu'il est le plus connu.
Une carrière en non Ligue avec des clubs comme Gainsborough Trinity et Mossley AFC s'est terminée au Frickley Athletic, où Wadsworth était joueur-entraîneur. Wadsworth a ensuite été employé par la FA jusqu'au début de sa carrière d'entraîneur de club en 1993.

## Carrière d'entraîneur

### La FA
En 1985, Wadsworth a été nommé entraîneur régional de la FA dans la région nord-ouest de l'Angleterre, poste qu'il occupera jusqu'en 1991, date à laquelle il est devenu coordinateur technique du programme d'excellence de la FA, travaillant sur l'avenir des jeunes prometteurs. Entre 1988 et 1992, il a également été observateur officiel de matchs pour l' équipe nationale d'Angleterre sous la direction de Bobby Robson puis de Graham Taylor.
Wadsworth a également entraîné certaines des équipes représentatives de la FA pendant son mandat, y compris un rôle d'entraîneur avec l'équipe nationale lors de la Coupe du Monde de la FIFA 1990 . Il a passé deux ans en tant que manager de l' équipe C d'Angleterre, cinq ans en tant qu'entraîneur de l'équipe de jeunes d'Angleterre et a eu un rôle d'entraîneur avec l' équipe d'Angleterre U-21.

### Carlisle United
En 1993, Wadsworth s'est vu offrir un rôle d'entraîneur au PSV Eindhoven, mais n'a pas pu accepter en raison d'un manque de références d'entraînement néerlandais. En août, il a toutefois été nommé directeur de Carlisle United . Carlisle a terminé 7e dans la division trois et a fait les séries éliminatoires, mais a perdu en demi-finale. La saison suivante, Carlisle a atteint la finale du Trophée Auto Windscreens mais a perdu contre Barry Fry's Birmingham City. En championnat, le club a terminé 1er de la division trois, remportant une promotion.
Après un mauvais début en 1995-1996 dans la division deux, Wadsworth a démissionné de son poste d'entraîneurs.

### Scarborough
En janvier 1996, Wadsworth devint l'assistant de l'inexpérimenté Gary Megson à Norwich City . Norwich devait terminer la saison 16e de 24 en première division . À la fin de la saison désastreuse, il a déménagé à Scarborough en tant qu'entraîneur et a emmené le club en demi-finale des éliminatoires lors de sa deuxième saison.

### Colchester United et St Kitts & Nevis
En janvier 1999, Wadsworth quitta Scarborough pour diriger Colchester United. Il a fait venir une foule de nouveaux joueurs et le club s'est échappé de la relégation en terminant 18e de la division deux en mai. Dans la saison proche, il a sorti un certain nombre de joueurs préférés des fans, y compris Joe Dunne et Tony Adcock. Wadsworth a occupé un poste d'entraîneur à court terme avec Saint-Kitts-et-Nevis. Peu de temps après, cependant, Wadsworth a démissionné de Colchester le 25 août 1999 en raison de difficultés à se déplacer de son domicile à Pontefract.

### Newcastle United, Entraîneur assistant
Il était donc quelque peu ironique qu'après avoir quitté Colchester, Wadsworth ait passé deux semaines à travailler avec Steve Coppell encore plus au sud à Crystal Palace avant de devenir entraîneur adjoint de Sir Bobby Robson à Newcastle United.
En mai 2000, Newcastle a terminé 11e en Premier League, une position qu'ils répéteraient en 2001.

### Entraîneur adjoint de Southampton
Wadsworth devait quitter Newcastle en juin 2001, sans en informer Sir Bobby, pour devenir entraîneur adjoint de Stuart Gray à Southampton . En novembre, le duo a été limogé après un très mauvais début de saison.

### Oldham Athletic
Le mois suivant, il a été nommé entraîneur de l'Oldham Athletic, mais a été licencié à la fin de la saison après avoir terminé neuvième dans la Division deux.

### Huddersfield Town
Après le licenciement de Lou Macari et Joe Jordan, Wadsworth a été nommé entraîneur de Huddersfield Town en juillet 2002, après avoir été recommandé au président David Taylor pour le poste. Tout d'abord, il a recruté Dave Wilkes en tant qu'entraîneur de la première équipe et ancien gardien de Barnsley, Dave Watson, mais en janvier 2003, il a été limogé, mais comme Wadsworth et le club ne pouvaient pas convenir d'une indemnité de départ, il a été réintégré jusqu'en mars.

### Équipe nationale de la RD Congo
En novembre 2003, il a été nommé entraîneur de la République démocratique du Congo avant la Coupe d' Afrique des Nations, pour laquelle ils s'étaient qualifiés. Il a été limogé des "Simbas" le 2 février 2004, au lendemain de la défaite de l'équipe du troisième de ses trois matches du tournoi.

### Beira-Mar
En juin 2004, il a été nommé entraîneur du club portugais de Beira-Mar, mais il est parti en septembre au milieu des allégations d'ingérence dans la salle du conseil.

### Shrewsbury Town
Wadsworth a refait surface à Shrewsbury Town en janvier 2005 en tant que directeur adjoint de Gary Peters et est resté avec le club jusqu'en mars 2006.

### Gretna
Wadsworth a été nommé directeur du développement des clubs du côté écossais de Gretna en juillet 2006, et il a ensuite assumé un double rôle de entraîneur de football et d'entraîneur adjoint lorsque David Irons a été nommé nouvel entraîneur de Gretna en juillet 2007. Le 19 mai 2008, quarante membres du personnel de Gretna, dont Wadsworth, ont été licenciés en raison de difficultés financières et après la relégation.

### Chester City
Wadsworth a ensuite été nommé entraîneur de Chester City le 29 juin 2009. Après seulement deux victoires en 13 matchs de conférence de football, Wadsworth a été limogé.

### Hartlepool United
Wadsworth a été nommé entraîneur de la première équipe du club la League One Hartlepool United en juin 2010 et directeur intérimaire le 19 août après la démission du directeur sportif Chris Turner. Après une saison réussie en League One où Hartlepool a terminé 16e et le 23 juin, Wadsworth a été récompensé par une prolongation de son contrat; devenant ainsi le premier manager permanent du club en 920 jours. Le 6 décembre 2011, après une série de mauvais matchs à domicile, le club a annoncé qu'il avait été relevé de ses fonctions.

### Sheffield United
En octobre 2013, Wadsworth a été nommé entraîneur temporaire de la première équipe à Sheffield United pour soutenir le responsable du gardien Chris Morgan.
Mick a eu un séjour de six mois en tant que manager du Sheffield FC, non-ligue, en 2014, et est revenu à Sheffield United en tant que Senior Youth Development du club en juillet 2015.

## Palmarès

### Carlisle United
- Vainqueur de la Division Two : 1995
- Vice -champion du EFL Trophy : 1995

### Personnel
- Prix de l' entraîneur du mois de Football League One : décembre 2011